# Mall of Scandinavia
Le Westfield Mall of Scandinavia est un centre commercial suédois situé à Solna. Ouvert le 12 novembre 2015, ce centre d'Unibail-Rodamco réunit sur une surface de 100 000 m2 et 244 enseignes.